# George H. Denton
George H. Denton, född 14 december 1939 i Orono, Maine, USA, är en amerikansk geolog, som är professor i kvartärgeologi vid University of Maine. Han är sedan 1996 utländsk ledamot av svenska Vetenskapsakademien.

## Biografi
Denton disputerade vid Yale University 1965 och var den första forskaren från University of Maine invald i National Academy of Sciences. Hans främsta intresse är den geologiska historien om stora istäcken och mindre bergsglaciärer, och i synnerhet dessa istäckens roll i kvartär- och sen tertiär-istid. Han inriktar sig också på de plötsliga omorganiseringarna av havsatmosfären i glaciärcykler. Ett aktuellt projekt (2015) handlar om antarktiska istäckets kvartär- och sena tertiära historia. Studier av sena kvartära glaciärfyndigheter belyser antarktiska istäckets roll under de senaste i tiderna. Studier av sena tertiära fyndigheter bär på information om grundläggande klimatförändringar som föregick kvartäristiden. De senaste projekten omfattade återuppbyggnaden av istäcken på norra halvklotet under den senaste istiden. Ett annat projekt handlar om de chilenska Andernas alpina glaciärhistoria. Han ledde en grupp forskare som gjorde fältstudier i Chile 1991–1999 och i Nya Zeeland 2000–2008 tillsammans med sin nära kollega under hela sin karriär, den framlidne norske kvartärgeologen professor Bjørn G. Andersen vid Universitetet i Oslo.
Denton har blivit allmänt hyllad för sin forskning inom glacialgeologi och Dentonglaciären och Denton Hills i Antarktis namngavs till hans ära. Hans forskning har inspirerat flera generationer studenter, varav många har gått in för forskning inom vetenskap om planeten Jorden.

## Utmärkelser och hedersbetygelser
- Vegamedaljen,  1990

[Redigera Wikidata]
1990: Mottagare av Vegamedaljen (Guld) från Svenska Föreningen för antropologi och geografi
1996: Invald i Kungliga Vetenskapsakademien
2002: Invald i National Academy of Sciences